# Império do Espírito Santo da Vila do Corvo
O Império do Espírito Santo da Vila do Corvo é um Império do Espírito Santo português localizado no largo do Outeiro, Vila do Corvo, ilha do Corvo, arquipélago dos Açores. Trata-se de uma construção de cariz religioso que remonta ao Século XIX e que se encontra protegido pela Resolução n.º 69/97, de 10 de Abril, do Governo Regional dos Açores e faz parte do Inventário do Património Histórico e Religioso da ilha do Corvo.

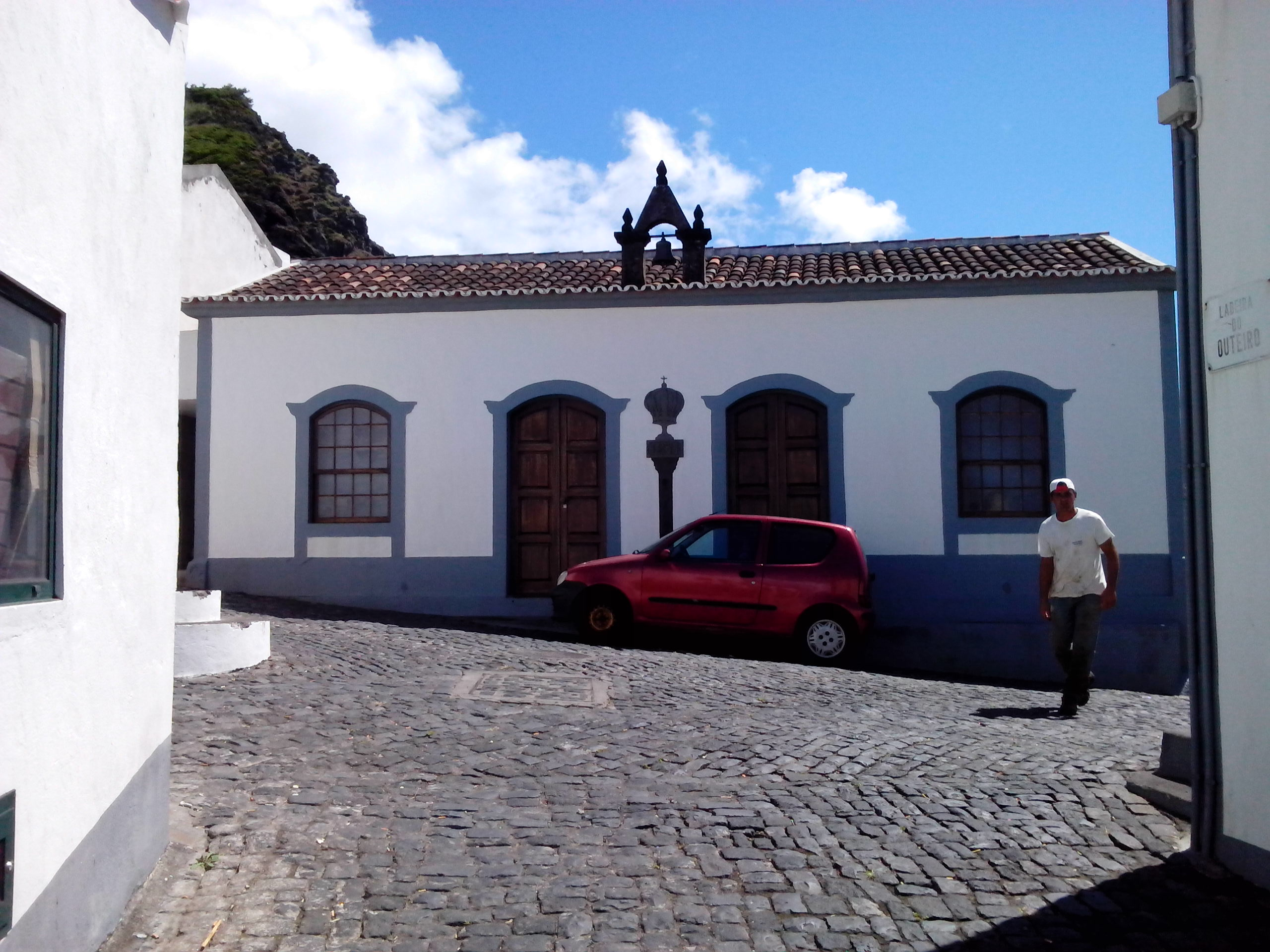
Império do Espírito Santo da Vila do Corvo

Caracteriza-se por ser uma construção elaborada com planta rectangular e com um só piso. A construção foi feita em alvenaria de pedra posteriormente rebocada e pintada de cor branca a excepção do soco, dos cunhais, da cornija e das molduras dos vãos, que são foram pintados de cor cinzenta clara.
Os ornamentos da fachada deste império são elaborados em pedra à vista se qualquer cor além da da própria pedra.
A fachada apresenta-se com uma construção simétrica onde se abrem duas portas, duas janelas e surge um ornamento ao centro formado por uma pilastra encimada por uma Coroa do Espírito Santo e uma inscrição onde se lê a data de 1871.
O telhado deste império apresenta-se com duas águas e em telha de meia-cana de produção industrial onde existe um pequeno campanário rematado por pináculos.